# Liste der Naturdenkmale in Neudenau
| Naturdenkmale | Anzahl |
| ------------- | ------ |
| FND           | 1      |
| END           | 1      |
| Gesamt        | 2      |

Die Liste der Naturdenkmale in Neudenau nennt die verordneten Naturdenkmale (ND) der im baden-württembergischen Landkreis Heilbronn liegenden Stadt Neudenau. In Neudenau gibt es insgesamt zwei als Naturdenkmal geschützte Objekte, davon ein flächenhaftes Naturdenkmal (FND) und ein Einzelgebilde-Naturdenkmal (END).
Stand: 1. November 2016.

## Flächenhafte Naturdenkmale (FND)
| Name                     | Bild | Kennung     | Einzelheiten | Position | Fläche Hektar | Datum         |
| ------------------------ | ---- | ----------- | ------------ | -------- | ------------- | ------------- |
| Waldweiher „Seewiese“    | BW   | 81250680001 | Neudenau     | ⊙        | 2,4           | 18. Juli 1986 |
| Legende für Naturdenkmal |      |             |              |          |               |               |

## Einzelgebilde (END)
| Name                     | Bild | Kennung     | Einzelheiten                                         | Position | Fläche Hektar | Datum         |
| ------------------------ | ---- | ----------- | ---------------------------------------------------- | -------- | ------------- | ------------- |
| 1 Speierling             | BW   | 81250680003 | Neudenau Nicht mehr in der LUBW-Datenbank vorhanden. | ⊙        | 0,0           | 18. Juli 1986 |
| Legende für Naturdenkmal |      |             |                                                      |          |               |               |